# سیارک ۲۳۹۴۹
سیارک ۲۳۹۴۹ (به انگلیسی: 23949 Dazapata، نامگذاری:1998UP21) بیست و سه هزار و نهصد و چهل و نهمین سیارک کشف شده‌است که در ۲۸ اکتبر ۱۹۹۸ کشف شد.
قدر مطلق سیارک برابر ۱۹.۵ است.